# Jennings megye
Jennings megye az Amerikai Egyesült Államokban, azon belül Indiana államban található. Megyeszékhelye Vernon, legnagyobb városa North Vernon. Lakosainak száma 27 613 fő (2020. április 1.). Jennings megye Decatur, Scott, Ripley, Jefferson, Bartholomew és Jackson megyékkel határos.

## Népesség
A megye népességének változása:
| Lakosok száma | 28 464 | 28 203 | 28 166 | 28 241 | 27 897 | 27 613 |
|               | 2010   | 2011   | 2012   | 2013   | 2015   | 2020   |